# 28 mai en sport
28 avril 28 juin
Chronologies thématiques
- Croisades
- Ferroviaires
- Disney

Le 28 mai (148e jour de l'année ou 149e en cas d'année bissextile) en sport.

## Événements

### XIXesiècle
- 1893 :
  - (Cyclisme) : deuxième édition de la course cycliste Liège-Bastogne-Liège. Le Belge Léon Houa s’impose.
- 1894 :
  - (Cyclisme) : quatrième édition de la course cycliste Bordeaux-Paris. Le Français Lucien Lesna s’impose.
- 1899 :
  - (Cyclisme) : neuvième édition de la course cycliste Bordeaux-Paris. Le Français Constant Huret s’impose.

### XXesièclede1901à1950
- 1907 :
  - (Boxe anglaise) : Tommy Ryan, champion du monde des poids welters entre le 26 juillet 1894 et le 24 octobre 1898, et des poids moyens depuis cette date annonce sa retraite après une défaite sans titre en jeu face à Harry Forbes.
- 1933 :
  - (Sport automobile) : Eifelrennen.
  - (Sport automobile) : Targa Florio.
- 1939 :
  - (Sport automobile) : Grand Prix des Frontières.

### XXesièclede1951à2000
- 1958 :
  - (Football) : le Real Madrid remporte la Coupe des clubs champions européens en s'imposant 3-2 en finale face au Milan AC.
- 1961 :
  - (Rugby à XV) : l'AS Béziers remporte le Championnat de France de rugby en s'imposant 6-3 en finale face à l'US Dax.
- 1967 :
  - (Rugby à XV) : l'US Montauban remporte le Championnat de France de rugby en s'imposant 11-3 en finale face au CA Bègles.
- 1969 :
  - (Football) : le Milan AC remporte la Coupe des clubs champions européens en s'imposant 4-1 en finale face à l'Ajax Amsterdam.
- 1973 :
  - (Rallye automobile) : arrivée du Rallye de l'Acropole.
- 1975 :
  - (Football) : le Bayern Munich remporte la Coupe des clubs champions européens en s'imposant 2-0 en finale face à Leeds United FC.
- 1976 :
  - (Rallye automobile) : arrivée du Rallye de l'Acropole.
- 1978 :
  - (Rugby à XV) : l'AS Béziers remporte le Championnat de France de rugby en s'imposant 31-9 en finale face à l'AS Montferrand.
- 1980 :
  - (Football) : Nottingham Forest FC remporte la Coupe des clubs champions européens en s'imposant 1-0 en finale face au Hambourg SV.
- 1983 :
  - (Rugby à XV) : l'AS Béziers remporte le Championnat de France de rugby en s'imposant 14-6 en finale face au RRC Nice.
- 1988 :
  - (Rugby à XV) : le SU Agen remporte le Championnat de France de rugby en s'imposant 9-3 en finale face au Stadoceste tarbais.
- 1989 :
  - (Formule 1) : Grand Prix automobile du Mexique.
- 1994 :
  - (Rugby à XV) : le Stade toulousain remporte le Championnat de France de rugby en s'imposant 22-16 en finale face à l'AS Montferrand.
- 1995 :  
  - (Formule 1) : Grand Prix automobile de Monaco.
- 1997 :
  - (Football) : le Borussia Dortmund remporte la Ligue des champions de l'UEFA en s'imposant 3-1 en finale face à la Juventus.

### XXIesiècle
- 2003 :
  - (Football) : Le Milan AC remporte la Ligue des champions de l'UEFA en s'imposant aux tirs au but en finale face à la Juventus.
- 2006 :
  - (Sport automobile) : L'Espagnol Fernando Alonso remporte le Grand Prix de Monaco de Formule 1 sur une Renault.
- 2010  :
  - (Football) : la France est désignée pays organisateur de l'Euro 2016.
- 2011 :
  - (Football) : le FC Barcelone remporte sa quatrième Ligue des champions en battant Manchester United 3-1 à Wembley.
- 2015 :
  - (Cyclisme sur route /Tour d'Italie) : le Belge Philippe Gilbert s'adjuge la 18e étape du Tour d'Italie, à Verbania, son deuxième succès depuis le départ. Alberto Contador, qui est passé à l'attaque, conforte son maillot rose de leader à trois jours de l'arrivée.
- 2016 :
  - (Cyclisme sur route /Tour d'Italie) : sur la 20e étape du Tour d'Italie 2016, victoire de l'Estonien Rein Taaramäe et l'Italien Vincenzo Nibali s'empare du maillot rose.
  - (Football /Ligue des champions) : en Italie, au stade de San Siro de Milan, le Réal Madrid remporte la finale de la Ligue des champions face à l'Atlético de Madrid aux tirs au but (1-1, 5-3 aux t.a.b.). Les hommes de Zinédine Zidane décrochent le 11e sacre continental de l'histoire du club.
- 2017 :
  - (Cyclisme sur route /Tour d'Italie) : le Néerlandais Tom Dumoulin remporte la 100e édition du Tour d’Italie.
- 2019 :
  - (Cyclisme sur route /Tour d'Italie) : sur la 16e étape du Tour d'Italie 2019 qui se déroule entre Lovere et Ponte di Legno, sur une distance de 226 km mais avec un changement de parcours lié aux conditions climatiques, la distance est ramenée à 194 km, victoire de l'Italien Giulio Ciccone. L'Équatorien Richard Carapaz conserve le maillot rose.
- 2021 :
  - (Cyclisme sur route /Tour d'Italie) : sur la 19e étape du Tour d'Italie qui se déroule entre Abbiategrasso et Alpe di Mera, sur une distance de 166 km, victoire du Britannique Simon Yates. Le Colombien Egan Bernal conserve le maillot rose.
- 2023 :
  - (Compétition automobile /Formule 1) : sur le Grand Prix automobile de Monaco, victoire du Néerlandais Max Verstappen qui devance l'Espagnol Fernando Alonso, le français Esteban Ocon complète le podium.
  - (Cyclisme sur route /Tour d'Italie) : sur la 21e étape et dernière du Tour d'Italie qui se déroule de Rome à Rome sur une distance de 135 km, victoire du Britannique Mark Cavendish. Le Slovène Primož Roglič remporte le Giro. Sur les classements annexes : Jonathan Milan remporte le classement par points et Thibaut Pinot le maillot du meilleur grimpeur.
  - (Tennis /Grand Chelem) : début de la 122e édition de Roland Garros qui se déroule jusqu'au 11 juin 2023 à Paris. Le tenant du titre Rafael Nadal, toujours blessé, annonce son forfait pour le tournoi[1].

## Naissances

### XIXesiècle
- 1862 : 
  - Henry Slocum, joueur de tennis américain. Vainqueur des US Open  1888 et 1889. († 22 janvier 1949).
- 1872 : 
  - Charles Gmelin, athlète de sprint britannique. Médaillé de bronze du 400m aux Jeux d'Athènes 1896. († 12 octobre 1950).
- 1887 : 
  - Jim Thorpe, joueur et dirigeant de foot U.S, joueur de baseball, basketteur et athlète d'épreuves combinées américain. Champion olympique du décathlon et du pentathlon aux Jeux de Stockholm 1912. († 28 mars 1953).

### XXesièclede1901à1950
- 1906 : 
  - André Verger, joueur de rugby à XV français. (7 sélections en équipe de France.  († 27 mars 1978).
- 1909 : 
  - Red Horner, dirigeant de hockey sur glace canadien. († 27 avril 2005).
- 1920 : 
  - Yvonne Curtet, athlète de sauts en longueur française. († 21 février 2025).
- 1938 : 
  - Jerry West, basketteur américain. Champion olympique aux Jeux de Rome de l'été 1960. (14 sélections en équipe nationale). († 12 juin 2024).
- 1941 : 
  - Jean Auréal, pilote de vitesse moto français. († 19 avril 1985).
- 1947 : 
  - Jean-Pierre Hortoland, joueur de rugby à XV français. (1 sélection en équipe de France).
- 1948 : 
  - Jürgen Fassbender, joueur de tennis allemand.
  - Barry McGann, joueur de rugby à XV irlandais (25 sélections en équipe nationale).

### XXesièclede1951à2000
- 1953 :
  - Pierre Gauthier, dirigeant de hockey sur glace canadien.
- 1954 :
  - João Carlos de Oliveira, athlète de sauts brésilien. Médaillé de bronze du triple saut aux Jeux de Montréal 1976 puis aux Jeux de Moscou 1980. († 17 mai 1999).
- 1955 :
  - Mark Howe, hockeyeur sur glace américano-canadien.
- 1956 :
  - Francis Joyon, navigateur français. Vainqueur de la Transat anglaise 2000, de la Route du Rhum 2018 et du Trophée Jules-Verne 2017. Détenteur du Record du tour du monde à la voile en solitaire et sans escale de 2004 à 2005 et de 2008 à 2016.
- 1957 :
  - Véronique Brouquier, fleurettiste française. Championne olympique par équipes aux Jeux de Moscou 1980 et médaillée de bronze par équipes aux Jeux de Los Angeles 1984.
  - Susanna Driano, patineuse artistique italien.
- 1959 :
  - Michel Dussuyer, footballeur puis entraîneur français. Sélectionneur de l'équipe de Guinée de 2000 à 2004 et de 2010 à 2015, de l'équipe du Bénin de 2008 à 2010 et depuis 2018 puis de l'équipe de Côte d'Ivoire de 2015 à 2017.
- 1964 :
  - Beth Herr, joueuse de tennis américaine.
  - Armen Gilliam, basketteur américain. Champion du monde de basket-ball masculin 1986. (8 sélections en équipe nationale). († 5 juillet 2011).
- 1965 :
  - Stein Rønning, karatéka norvégien. Champion du monde de karaté kumite des -60 kg 1990. Champion d'Europe de karaté kumite des -60 kg 1985 et 1988, champion d'Europe de karaté kumite des -65 kg 1993. († 23 janvier 2008).
  - Catherine Tanvier, joueur de tennis française.
- 1969 :
  - Valérie Barlois, épéiste française. Championne olympique par équipes et médaillée d'argent en individuelle aux Jeux d'Atlanta 1996. Championne du monde d'escrime par équipes à l'épée 1998.
- 1971 :
  - Ekaterina Gordeeva, patineuse artistique russe. Championne olympique en couple aux Jeux de Calgary 1988 et aux Jeux de Lillehammer 1994. Championne du monde de patinage artistique en couple 1986, 1987, 1989, 1990. Championne d'Europe de patinage artistique en couple 1988, 1990 et 1994.
  - Xavier Revil, skipper français.
- 1972 :
  - Jocelyn Blanchard, footballeur français.
  - Michael Boogerd, cycliste sur route néerlandais. Vainqueur de l'Amstel Gold Race 1999.
  - Andrea Strnadová, joueuse de tennis tchécoslovaque puis tchèque.
- 1973 :
  - Lionel Letizi, footballeur français. (4 sélections en équipe de France).
  - Todd Simpson, hockeyeur sur glace canadien.
- 1974 :
  - Hans-Jörg Butt, footballeur allemand. (4 sélections en équipe nationale).
  - Oleksij Gatin, volleyeur ukrainien.
- 1976 :
  - Michael Thurk, footballeur allemand.
- 1978 :
  - Ferréol Cannard, biathlète français. Médaillé de bronze du relais 4×7,5km aux Jeux de Turin 2006.
  - Jimmy Casper, cycliste sur route français.
- 1979 :
  - Wim Van Huffel, cycliste sur route belge.
- 1980 :
  - Mickaël Bourgain, cycliste sur piste français. Médaillé de bronze de la vitesse par équipes aux Jeux d'Athènes 2004 puis d'argent de la vitesse par équipes et de bronze en individuelle aux Jeux de Pékin 2008. Champion du monde de cyclisme sur piste de la vitesse par équipes 2004, 2006, 2007 et 2009.
  - Darnell Hinson, basketteur américain.
- 1981 :
  - Boris Herrmann, navigateur allemand.
  - Derval O'Rourke, athlète de haies irlandaise.
- 1982 :
  - Jhonny Peralta, joueur de baseball dominicain.
- 1983 :
  - Jernej Damjan, sauteur à ski slovène.
- 1985 :
  - Simon Pouplin, footballeur français.
- 1986 :
  - Eline Berings, athlète de haies belge.
  - Bryant Dunston, basketteur américano-slovène. (7 sélections avec l'équipe d'Arménie).
  - Othello Hunter, basketteur américano-libérien.
- 1987 :
  - Youssef Benali, handballeur tunisien puis qatari. Champion d'Asie masculin de handball 2018. (63 sélections avec l'équipe du Qatar).
  - Yoann Kowal, athlète de demi-fond français. Champion d'Europe d'athlétisme du 3 000m steeple 2014.
  - Kamil Stoch, sauteur à ski polonais. Champion olympique en individuel du petit et du grand tremplin aux Jeux de Sotchi 2014 puis champion olympique du grand tremplin individuel et médaillé de bronze du grand tremplin par équipes aux jeux Pyeongchang 2018. Champion du monde de saut à ski du grand tremplin en individuel 2013 et du grand tremplin par équipes 2017.
- 1988 :
  - Carmen Jordá, pilote de course automobile espagnole.
  - Craig Kimbrel, joueur de baseball américain.
  - David Perron, hockeyeur sur glace canadien.
- 1989 :
  - Sébastien Reichenbach, cycliste sur route suisse.
- 1990 :
  - Rohan Dennis, cycliste sur piste et sur route australien. Médaillé d'argent de la poursuite par équipes aux Jeux de Londres 2012. Champion du monde de cyclisme sur piste de la poursuite par équipes 2010 et 2011. Champion du monde de cyclisme sur route du contre la montre par équipes 2014 et 2015 puis du contre la montre individuel 2018.
  - Jamina Roberts, handballeuse suédoise. Victorieuse de la Coupe EHF de handball féminin 2015 et de la Coupe d'Europe des vainqueurs de coupe de handball féminin 2016. (138 sélections en équipe nationale).
  - Kyle Walker, footballeur anglais. (52 sélections en équipe nationale).
- 1991 :
  - Magda Cazanga, handballeuse angolaise. Championne d'Afrique des nations de handball féminin 2016. (34 sélections en équipe nationale).
  - Alexandre Lacazette, footballeur français. (16 sélections en équipe de France).
  - Jonathan Ligali, footballeur franco-béninois.
  - Andrei Vasilevski, joueur de tennis biélorusse.
- 1992 :
  - Stéphane Bahoken, footballeur franco-camerounais. (10 sélections avec l'équipe du Cameroun).
  - Haukur Helgi Pálsson, basketteur islandais. (40 sélections en équipe nationale).
- 1994 :
  - Thomas Gilman, lutteur de libre américain. Médaillée de bronze des -57 kg aux Jeux de Tokyo 2020. Champion du monde de lutte des -57kg 2021.
- 1995 :
  - Maurin Bouvet, hockeyeur sur glace français.
  - Héctor Carretero, cycliste sur route espagnol.
  - Mamadou N'Diaye, footballeur camerounais. (1 sélection en équipe nationale).
- 1996 :
  - Eldar Ćivić, footballeur bosnien. (20 sélections en équipe nationale).
  - Mathias Normann, footballeur norvégien.
  - Elizabeth Price, gymnaste américaine.
- 1997 :
  - Erik Černák, hockeyeur sur glace slovaque.
  - Jacob Rasmussen, footballeur danois.
- 1998 :
  - De'Anthony Melton, basketteur américain.
- 1999 :
  - Facundo Medina, footballeur argentin.

### XXIesiècle
- 2002 :
  - Archie Brown, footballeur anglais.
- 2003 :
  - Valdemar Lund, footballeur danois.
- 2004 :
  - Andy Timo, joueur de rugby à XV et à sept français. Champion olympique aux Jeux de Paris 2024. Champion du monde junior de rugby à XV. (25 sélections avec l'équipe de France masculine de rugby à sept).
- 2005 :
  - Amady Camara, footballeur malien.

## Décès

### XXesièclede1901à1950
- 1913 : 
  - Bruno Götze, 50 ans, cycliste sur piste allemand. (° 21 juin 1862).

### XXesièclede1951à2000
- 1959 : 
  - Charles Pélissier, 56 ans, cycliste sur route et cyclocrossman français. (° 20 février 1903).
- 1975 : 
  - Ezzard Charles, 53 ans, boxeur américain. Champion du monde poids lourds de boxe de 1949 à 1951. (° 7 juillet 1921).
- 1978 : 
  - Ernest Cadine, 65 ans, haltérophile français. Champion olympique des mi-lourds aux Jeux d'Anvers 1920. (° 12 juillet 1893).
- 1979 : 
  - Frank Fredrickson, 83 ans, hockeyeur sur glace canadien. Champion olympique aux Jeux d'Anvers 1920. (° 11 juin 1895).
- 1993 : 
  - Ugo Locatelli, 77 ans, footballeur italien. Champion olympique aux Jeux de Berlin 1936. Champion du monde de football 1938. (22 sélections en équipe nationale). (° 5 février 1916).
- 1994 : 
  - Julius Boros, 74 ans, golfeur américain. Vainqueur des US Open 1952 et 1963, puis de l'USPGA 1968. (° 3 mars 1920).
- 1997 : 
  - Edouard Muller,  77 ans, cycliste sur route français. (° 8 juin 1919).
  - John Stack, 73 ans, rameur d'aviron américain. Champion olympique du huit aux Jeux de Londres 1948. (° 22 mars 1924).

### XXIesiècle
- 2006 : 
  - Johnny Servoz-Gavin, 64 ans, pilote de course automobile français. (° 18 janvier 1942).
- 2009 :
  - Pierre Gallien, 97 ans, coureur cycliste français (° 19 octobre 1911).
- 2011 : 
  - Romuald Klim, 78 ans, athlète de lancers soviétique puis biélorusse. champion olympique du marteau aux Jeux de Tokyo 1964 et médaillé d'argent du marteau aux Jeux de Mexico 1968. Champion d'Europe d'athlétisme du marteau 1966. (° 25 mai 1933)
- 2014 : 
  - Pierre Bernard, 82 ans, footballeur français. (21 sélections en équipe de France). (° 27 janvier 1932).
- 2016 : 
  - David Cañada,  41 ans, cycliste sur route espagnol. Vainqueur du Tour de Catalogne 2006. (° 14 mars 1975).
  - Bryce Dejean-Jones, 23 ans, basketteur américain. (° 21 août 1992).
- 2017 : 
  - Eric Broadley, 88 ans, pilote de courses automobile britannique. (° 22 septembre 1928).